# 中国模式

改革开放后，深圳市内竖立的邓小平画像及宣传标语“坚持党的基本路线一百年不动摇”。

中国模式主要是指自1978年改革开放后，中华人民共和国逐渐形成的一套经济和政治的发展模式。指的是实行市场经济的基础上以计划经济、宏观调控等，国家有權干预市场以及對外引資的手段来保证经济增长，即社会主义市场经济，而在政治领域保持与西方资本主义制度国家不同的一党制。最早是由海外民间创造的名詞，与“北京共識”、“举国体制”等概念紧密相关。西方一些媒体认为，中国模式出现了类似西方权贵资本主义的发展形式，故被實際上看作是一种政治上的独裁政体与国家资本主义的混合体為主要特徵的模式。

## 概述
一般认为，在经历了大跃进和文革后，中國實際上放棄了共產主義，1978年改革开放后起，以邓小平为核心的中共中央開始對内改革，將「以阶级斗争为纲」，调整为「以经济建设为中心」，允許讓一部份人先富起來。中华人民共和国繼承並發展了中華民國的户籍制度，由公安機關登記、管理戶籍異動。戶籍制度將公民硬性分為農業戶口與非農業戶口，兩者閒社會福利與權利待遇差別巨大，使得廣大的勞動力被廉價化，創造了歷史機會。外交方面對外開放，貫徹《和平共處五項原則》，停止革命輸出，奉行“無敵國外交”、“和平崛起”等，尊重不同国家的主权层面权利和政治体制，使得對外貿易成為可能。
此模式隨後在20世紀末至21世紀初取得諸多成就，中国逐渐崛起、国际地位提升，中国经济高速发展、工业化程度不断提高，2001年中国加入世界贸易组织，2010年中国的国内生产总值（GDP）超越日本、成为全球第二大经济体。截止2019年，中国官方公布的人均GDP为10276美元，达到中等偏上国家的收入水平。2019年，中国官方正式提出了“中国之治”的概念，2021年提出“中国式现代化”的概念。開始提出了中國模式，在学术界的代表人物包括政治学家张维为、经济学家林毅夫等。這些經濟奇蹟，使得中国模式開始被注意，對外受影响的国家有卢旺达、迪拜酋长国、越南、缅甸佤邦等前缅共辖区等。不過2022年10月24日上午新闻发布会上，中央宣传部副部长孙业礼在会上表示“不输出中国模式”。
另一方面，中国模式持續多年後成績轉差，開始被質疑是否需要積極且正確地轉型，比如有高度GDP導向與出口政策導向的問題，像是過度開發農牧、開採高汙染工業和炒作建設房地產致富，在隨後的房地產崩潰以及去化產能、工薪消費力不足內需疲軟，近年來導致經濟開始大幅衰退，此外，社会贫富分化严重，腐败、特权、经济泡沫、生態环境污染等问题也亟需解決。有学者认为這是因為改革本身就是矛盾的，各大紅色权贵家族及派系控制国家权力架构、垄断主要行业，社会中的民主、自由、人权亦受到压制，以壓榨底层勞工和人民促生產獲利的模式，連帶地會缺乏自由，导致社会创新力或包容力较低、对外依赖度过高，故自我限制下，并不能实现自主的可持续发展。這存在於一些特徵之中，包含在中國提高第三產業比例遲緩，因為保守的意識型態限制了新興產業的發展以及同時將面臨人民將會有更大自主權、多元社會要求的矛盾，又比如在高度信息、外匯管制而缺乏投資公平下，使得股匯債市長期缺乏信任，抑制了國家增長能量等等的現實。雖然邓小平等人曾在1980年代试图推进政治改革，实行党政分开、权力下放、提倡法治和监督等，但后期改革因六四事件的爆发而减缓，千禧年期間世界工廠維穩經濟模式的成功，也使得體制改革被推遲或被排斥，限制了解決問題的速度，至习近平後期时，由於出现体制性的僵化引發不滿，部分拨乱反正、改革开放后制定和延续的政策倒退，进而出现了类似于毛泽东时代的极权体制、领导干部终身制和“党领导一切”的模式，使改革开放后逐渐形成的“中国模式”與其未來的看法，发生了部分本质性变化。

## 模式特点

### 政治结构
- 中國政府行政制度為中國共產黨領導的多黨合作和政治協商制度，各級政府人事任命由黨委組織部（公務員局），各級黨委等機構評議討論後，報請人民代表大會進行討論。具備效率高，組織化程度深等優點。但在政治自由方面，僅容許民主黨派參政議政[56]，中國人民政治協商會議不在國家機構之列[57][58][59]，異見容忍度低，反對聲量小，為一黨制國家。依据《经济学人》杂志，2020年中国的民主指数为2.27/10，位列世界第151名、属于“专制政权”[60]。
- 中國共產黨在中央與地方各級政府，國有及部分私有企事業單位設立黨委（政治局），實行黨委責任制，黨委書記（總書記）為中央與地方各級政府實際最高領導人。在实践中，中國共產黨领导各级行政机关、立法机关、司法机关、檢察機關、民主黨派、企事業单位與宗教團體等組織[61][62]。各大权贵家族和派系（如太子党、上海帮、团派等）把持国家权力架构，垄断主要行业，控制国家主要财富[36][37][38][63][64]。
- 各級行政及技術官僚在編制體系進行提名選舉。人員編制分為國家行政編制、事業編制、企業編制三大類。且有明確的等級晉升體系[65]。佔據政府，企事業單位機關之絕大多數非編制體系人員（編外人員）則視爲普通雇員，采取聘用制，不參與提名選舉，在晉升體系之外[66]。张维为称为“选拔+选举”（selection plus election）[67]。
- 原則上，中華人民共和國的公務員由國家公務員局進行管理，通過國家公務員考試進行錄用，納入編制體系[65]。各類編制原則上有不同的管理條例與規則[68]，但由於黨委責任制，各級官僚可在不同的編制體系隨時轉換與提名晉升，導致官场存在“买官卖官”的现象[69]與較爲严重的腐敗問題[70]。2020年中国在透明国际颁布的“腐败感知指数”排名中位列世界第78名，且存在选择性反腐[71][72]。
- 中華人民共和國監察職能由監察委員會負責，與紀委合署辦公[73]。但因黨委責任制，實際監察工作由紀委領導，對非黨員官僚制約較弱，導致官场拥有大量“裸官”，中共中央党校教授曾透露仅在1995年至2005年的10年内，各級編制内有118万名“裸官”，而据报道许多中央高层的亲属或子女移民海外，拥有外国绿卡甚至加入外籍[74][75][76][77]。
- 中國共產黨按照政治需求在中共中央委員會内設置工作領導小組（例如中央應對疫情工作領導小組）。工作組直接向中央委員會負責，不受人大等國家機關制約。政治透明度較低，容易导致人为事故和安全生产事故（参见：中国矿难列表）。黨委責任制則導致各級官僚主要向黨委而不是人大負責，常刻意夸大经济增长数据[78][79][80][81][82]，同时隐瞒或淡化责任事故（如归咎于天灾）[83][84][85][86][87]。

### 经济调控
- 经济上实行“社会主义市场经济”，政府对经济和金融可进行直接干预（如“宏观调控”），对于市场动荡的反应较快。
- 中国模式中存在国家资本主义，以垄断营利性国企控制通信、石油、电力和媒体等战略行业，中国收入及盈利最高的公司基本为国企[88][89]。
- 基礎設施建設由國家統一投資，結合國家控制之銀行，提供大量貸款以保證不間斷之高效率。中国在财政方面一直偏好税收和通胀，避免消費與債務，毛泽东时期流行口号“新中国既无内债也无外债”[90]。
- 存在裙带资本主义，相对于自由市场，中国一般更倾向照顾“听话”且能与政府保持良好关系的企业[91]。
- 与香港以外向型的為主導的經濟結構有类似之处，內部需求與經濟規模不成比例，因而经济增长快。

### 意识形态
- 推崇“集中力量办大事”的举国体制和集体主义[92][93]。不赞同西方普世价值，不支持西方的民主政治與市場經濟，反对司法独立、三权分立等西方宪政体制[94][95]。
- 外交主要以利益至上，多不涉及意识形态和价值观念：对于落后国家在基础建设进行援助，以换取外交良好关系和自然资源，与此同时，改革开放以来，中国大陆接受了主要发达国家的大量援助，以及香港、澳门、台湾等地的大量援助[96][97][98][99]。
- 存在严格的审查制度，限制言论自由和媒体出版，对于中央在大方向上的观点主要出版物一般都表示赞同（如“党媒姓党”），以维持意识形态的大体一致和社会稳定。依据国际组织无国界记者，2022年中国的新闻自由程度位列世界第175名[100]。依据自由之家，2022年中国总体自由指数得分为9/100、属于“不自由”[101]。

## 中國模式的看法

### 正面
- 2017年11月，美國《時代雜誌》以「中國贏了」作為標題[102][103]，並且史上首次加入以非英語的中文並列出現兩種文字的封面，撰文者伊恩·布藍默認為歐美到了該清醒的時候，事實上中國模式確實存在且有西方制度無法比擬的優越性，否則無法解釋為何西方影響力這十多年的下降趨勢，尤其是一帶一路和亞投行事件讓許多歐美人猛然驚醒世界的變局。例如科技性和產業外移造成的職場動盪使西方與一些採用西方制度的發展中國家數億工人流離失所，問題無解，而中國利用其巨大的國營企業體制緩衝了職場動盪問題[102]。同時中國還將其土地國有的優勢利用到了極限，除了吸引眾多輕重工業導致短短20年內就達成高度工業化，同時超高速度的都市更新與高鐵、高速路建設，這都是西方國家永遠無法達成的，而更多移植美國制度的開發中國家五六十年努力都還比不上中國一個五年計劃的成果。
- 2017年10月，亚太经合组织贸易政策集团执行董事戴维·多德韦尔（David Dodwell）在《南华早报》发表文章《你怎么看中国取决于你的立场》，认为事實勝於雄辯，太多採行西方制度的發展中國家經歷了二戰後半個多世紀，最後依然下場不好，甚至有民主普選的伊朗、敘利亞、俄羅斯現在還被歐美視為敵人在制裁，讓人無所適從，且作为一位英国人，「鉴于我们的民主制度从来没有允许我们选择自己的首相及其大臣们，我一直觉得难以说明我们占据了什么优越的道德高地。」且最近十年來多數民眾没有感受经济增长，同時民主制度表现反常，老人照顾下降，財政惡化，相比於中國每年使一兩千萬人脫貧，幾千萬人蓋房買車，面對他們政府的越加自信，我們似乎也越來越難批評他們什麼。[104][105]

- 2017年，歐美的中國留學生開始大舉回國潮引發關注，超过8成留学生回國，其中不少原因是潛在性的種族歧視依然處處可見，以及經濟發展機會的天秤傾斜[106][107]；同年，美國白宮辦公廳主任約翰‧凱利曾表示「中國的制度顯然適合服務中國人民」，「美國不應論斷外國政權」釋放出降低對立信號。[108][109]

- 2010年起，新加坡國立大學東亞研究所所長鄭永年認為，中國目前執行的制度其實是傳統儒家為主、法家為輔的儒法制度變形，皇权是垄断的，但「官权」是向全社会开放，只要科举考试考得好都可進入官場。只是传统皇权转变成现在的党权，传统的皇权以个人家族血統傳承驅動，黨則是一個意識形態組織，較大程度壓減了血統效果；皇帝不再需要姓同一個姓，可從較大人群範圍內遴選；也就是透過「开放的一党制」達成內部多元性的競爭。[110][111]
- 2015年，上海復旦大學教授張維為認為西方媒體喜歡批評的貪汙問題、三農問題、裙帶資本主義、零星的族群矛盾問題，其實一大堆西方國家和開發中國家自己也不惶多讓，同樣很嚴重，卻拿出來評論別人，這與什麼制度根本無關，更多牽涉在社會富裕程度和社會文化進程，每個國家還是應該多多檢討自己少講別人。[112]而同时2012年中共十八大召开，习近平当选总书记上台后的大规模反腐，数十万官员和公务员被处理，却是太多国家甚至欧美自己做不到的，因为盘根错节的选举献金和国会利益集团，制约了领导人的很多决心。
- 2019年，佤邦联合党总书记鲍有祥称，通过对“中国模式”的模仿，佤邦经济获得了巨大的发展。[113]

### 負面
- 2017-18年，北京大学教授张维迎认为，中国过去40年的高增长，来自于市场化、企业家精神和西方300年的技术积累，而不是所谓的“中国模式”。因此“中国模式论”严重不符合事实，错误解读将会对内误导自己，自毁前程；对外误导世界，导致对抗。[40][114][115]他认为，中国过去40年间的经济高增长，获益于经济改革后的市场化，以及技术后发优势提供的套利机会，而不是所谓的“中国模式”；近些年来被中共官媒极度吹捧的“中国模式论”，把中国近40年来的经济高速增长的成果，归功于强力的政府干预和体量庞大的国有企业与现代化的产业政策相结合的“中国模式”。但这其实只是官方一厢情愿的想法，不但与事实不符，而且最终还“导致中国与西方的冲突”。[40]
- 2010年，美國耶魯大學教授陳志武在《沒有中國模式這回事！》一书中認為，中國仍然是基於私有產權與金融資本概念而發展。他認為，大陸改革開放的成功主要在於兩個關鍵，其一是加入了全球化市場，其二是採用了西方的金融技術；換句話說，大陸只是把西方人早在工業革命之後就開始的經濟發展，延後到1978年才開始而已。此外，雖然“中國模式”的說法源於西方提出的“北京共識”，但陳志武說，這並不代表西方學界面對大陸經濟發展成功後的心虛。他認為，有關大政府模式與市場模式的大討論，早在1930到1940年代就已展開，並已經有了結論，公認市場模式才是對的。陳志武表示，儘管大政府模式對一些國家早期的工業化是有幫助的，包括日本、台灣、韓國、新加坡、馬來西亞都是如此。[116]
- 2010年，学者陈子明认为，“在整个二十世纪，毛泽东是开创“中国模式”的第一人”。陈子明进一步提到，“把“人民民主专政”的“中国模式”作为经济快速发展的保证，是没有任何事实根据的。我曾多次指出，在毛泽东推行“中国模式”的二十年间，城市化率(城市人口占总人口的比重)和恩格尔系数(家庭食物支出占消费支出的比重)这两个指标的不进反退，中国大陆与台湾、香港、新加坡、韩国、日本的经济发展水平拉开档次，这是任何人都无法抹杀的事实。朝鲜至今还在坚持经典的“人民民主专政”，这正是它成为东亚地区经济落伍者的原因。”[117]
- 2009年，《經濟學人》批評中國模式這個術語，意義含糊不清，沒有實質內涵。[118]
- 中国模式下，國內生產總值（GDP）增长为核心之一的政府目标，将GDP增长视为重要参照，失业率、通胀、环境污染、金融系统健康、劳工权利等方面一般作为低优先权考量。[119][120]基建为主的政府投资倾向，中国对政府投资的喜好大于居民消费[121][122]，虽然中国的高额增值税带来超越发达国家的物价和低下的购买力，但中国政府极少承诺减税和对居民直接返现。取而代之，中国流行口号“要想富，先修路”，强调政府投资的正面意义，相对于教育医疗，政府对公路，铁路等基础建设的投资具有特别兴趣。发改委等机构可以越过市场控制价格，政府对盈利更高的公路项目的兴趣大于下水道等“看不见”的工程，政府对于土地收入的兴趣大于人民的财产等基本权利[123]。
- 中国领导人和官方媒体公开反对普世价值、三权分立、宪政等来自西方国家的价值观和制度。[124][125][126]中国模式下，主权高于人权、稳定压倒一切，许多地方政府暴力强制完成计划生育政治指标。六四事件后，中国领导人相信“稳定”才能换来执政党和社会的安定与发展，言论自由等公民权利与其冲突时，都必须被牺牲。严格的网络限制和新闻媒体、影视作品的审查等。西方国家和日本认为中国政府曾试图推行绿坝、WAPI等标准技术是为了加强网络监控。[127][128][129][130]
- 外交上，中国以「不干涉內政原則」的無條件貸款，西方國家認為大幅折損了其外交力量同時對世界發展不好，例如对津巴布韦总统罗伯特·穆加贝和苏丹总统奥马尔·巴希尔等政府貸款、债务减免和武器，以换取石油、矿产等资源[131][132][133]。同时采取重商主义的贸易产业政策，中国如日本韓國一样相信贸易盈余可以带来经济增长，实施出口退税[134]，以维持出口型经济[135][136]；有西方媒體批評貿易的公平性。